# Phlebiella
Phlebiella is een geslacht van schimmels behorend tot de familie Xenasmataceae. De typesoort is Phlebia vaga.

## Soorten
Volgens Index Fungorum bevat het geslacht vijf soorten (peildatum december 2021):
| Soortnaam                 | Auteur(s)                              | Publicatiejaar |
| ------------------------- | -------------------------------------- | -------------- |
| Phlebiella ailaoshanensis | C.L. Zhao                              | 2019           |
| Phlebiella argilodes      | (Bourdot & Galzin) Bondartsev & Singer | 1953           |
| Phlebiella athelioidea    | N. Maek.                               | 1993           |
| Phlebiella gossypina      | C.L. Zhao                              | 2021           |
| Phlebiella nasti          | Boidin & Gilles                        | 1989           |